# キャミソール

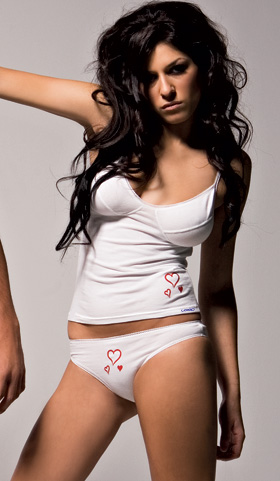
下着用のキャミソール

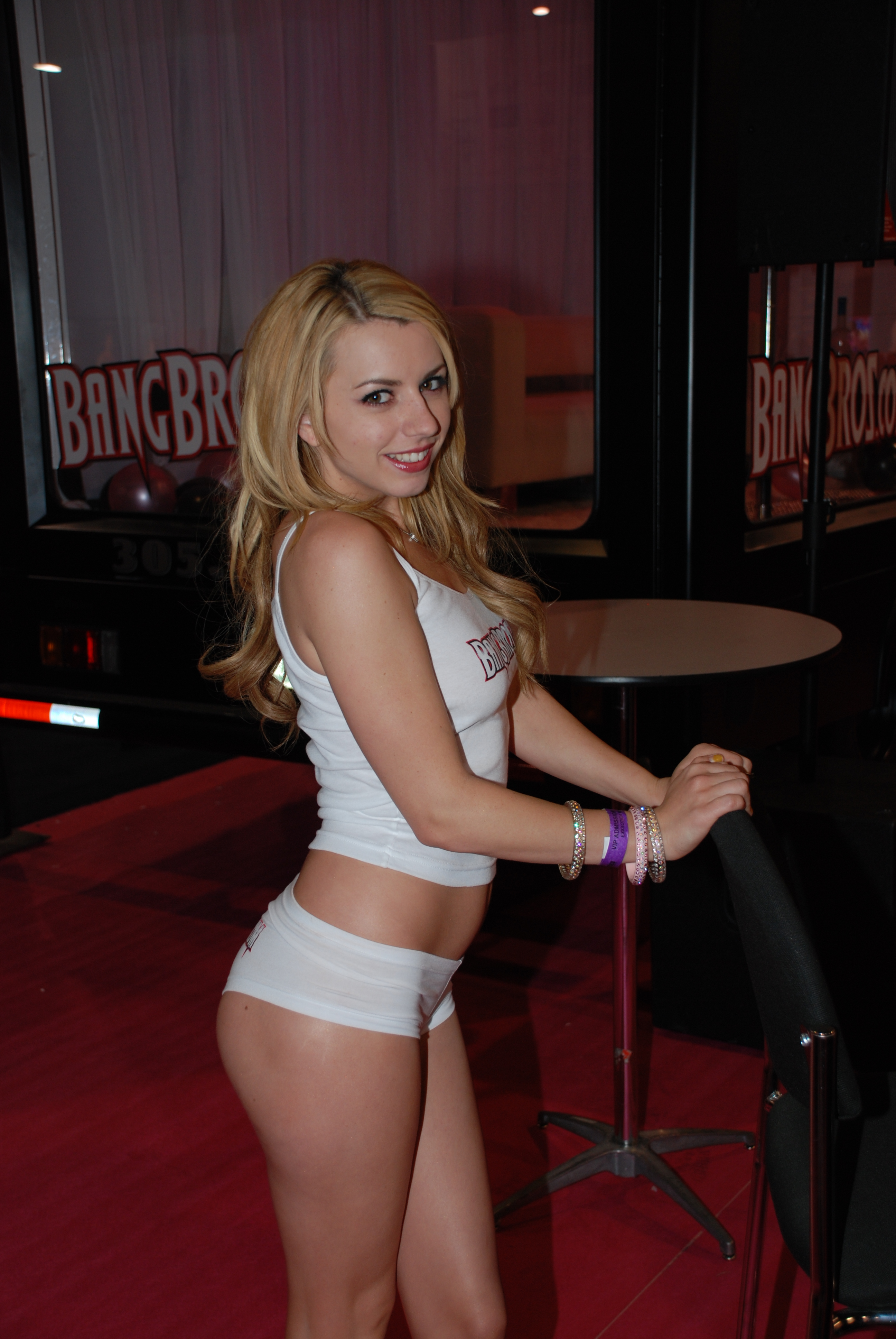
キャミソールの横面

キャミソール（フランス語: camisole）は、細い肩紐で吊るし肩を露出する形状の袖なしの女性用の上半身用下着ないし上衣である。一般的には派手な色は少なく、ブラの透け防止にも使われる。トップラインは、バストの上でほぼ水平な直線的である（キャミソールトップライン）ことを特徴とするが、前側は、ブラジャーと同様な二つのゆるやかな山形ラインをもつものもある。また、背側が大きく開いたベアバックタイプのスリップで、首の後ろで紐を結んで吊るすホルターネックのものもキャミソールと呼ぶ場合がある。
下着としては、丈はウェストから腰丈までの短めのものが多い。上着としては、キャミソールドレス、ないしキャミドレとよび、キャミソールトップラインをもつドレスのことで、丈は下着の場合と異なり、通常のワンピース丈のものまでさまざまである。

## インナーとしてのキャミソール
インナーウェアとしては、ランジェリーまたは肌着（アウター調インナー）に分類される。身生地としては、ランジェリーの場合は、フィット感や肌触りの優れたポリエステル、ナイロン、キュプラなどのトリコットが多いが、セクシーないし繊細なテーストでは、ジョーゼット、チュールネット、サテンなど、「透け感」や光沢感のある素材が用いられる。また、ファンデーションのような補整力を与える場合は、パワーネットも部分的に利用される。肌着（アウター調インナー）としては、保温性や吸汗性の高いストレッチ天竺やフライス、リブ、スムースなどが使用される。

### キャミソール下着のバリエーション
ハーフキャミ
上半分のみのキャミソール。ハーフトップの一種。
ロングキャミ
丈が長めのキャミソール。スリップ。
ダブルストラップ
二組のストラップをもったキャミソール。装飾的。
ひも結び
前後のストラップが分かれていて、肩口や前で結ぶタイプ。
ホルターネック
前の左右のストラップを首の後ろで結ぶタイプ。
ブラキャミ
ブラジャーと一体化しているキャミソール。ジュニアブラと一体化しているキャミソールもあり、ブラジャーを着用しない代わりにブラキャミを着用してもよい。スポーツブラと一体化したスポーツ用のブラキャミもある。

### キャミソール下着の定義の別説
下着のキャミソールの定義の別説として、丈が短めのミニスリップ全般の意味でキャミソールと呼ぶことがある。この場合、細い肩紐を持たず、身ごろをそのまま上に伸ばしたラウンドタイプのミニスリップもキャミソールに含まれる。他方、キャミソールトップラインをもっていても丈の長めのロングキャミソールは、スリップに分類される。商品をキーワード検索する際には注意が必要である。

## アウターとしてのキャミソール
アウターウェアとしては、ドレス、またはカットソーに分類される。キャミソールドレスは、フォーマルなドレスとして、シャンタン、オーガンジー、サテンなどが利用される。カットソーのものは、カジュアルな衣服として、天竺を中心に、シャーリング、スラブ、ストレッチなどのアレンジが加えられる。

## 上着と下着の境界の不明瞭化
元来は、日本では、TPOの限られたフォーマルドレスを除いて、下着の意味に用いられてきたが、下着のテーストをもつ下着風ルックを街着として使うファッションの流行から急速に上衣としての用途が広まった。同じ仕立てのキャミソールを重ね着するなど、上着と下着の境界そのものが不明瞭になりつつあり、アウター調インナー（ニューインナー）として分類されるようになっている。

## 透けブラ防止のための役割
キャミソールの目的の一つとして透けブラ（上着からブラジャーが透けてしまうこと）防止のための役割がある。
従前より既婚者を中心にシュミーズがその役割を果たしてきたが、若い女性はシュミーズの垢抜けないイメージを敬遠し、透けブラを承知で直接ブラジャーを着用していたが、キャミソールの普及に伴い、透けブラを隠すために用いられるようになったといえる。
普及当初は、中・高校生は学則によりカラーのキャミソールが禁止されているケースが多かったが、現在では有名無実化し、様々なカラーのキャミソールが着用されている。

## ギャラリー

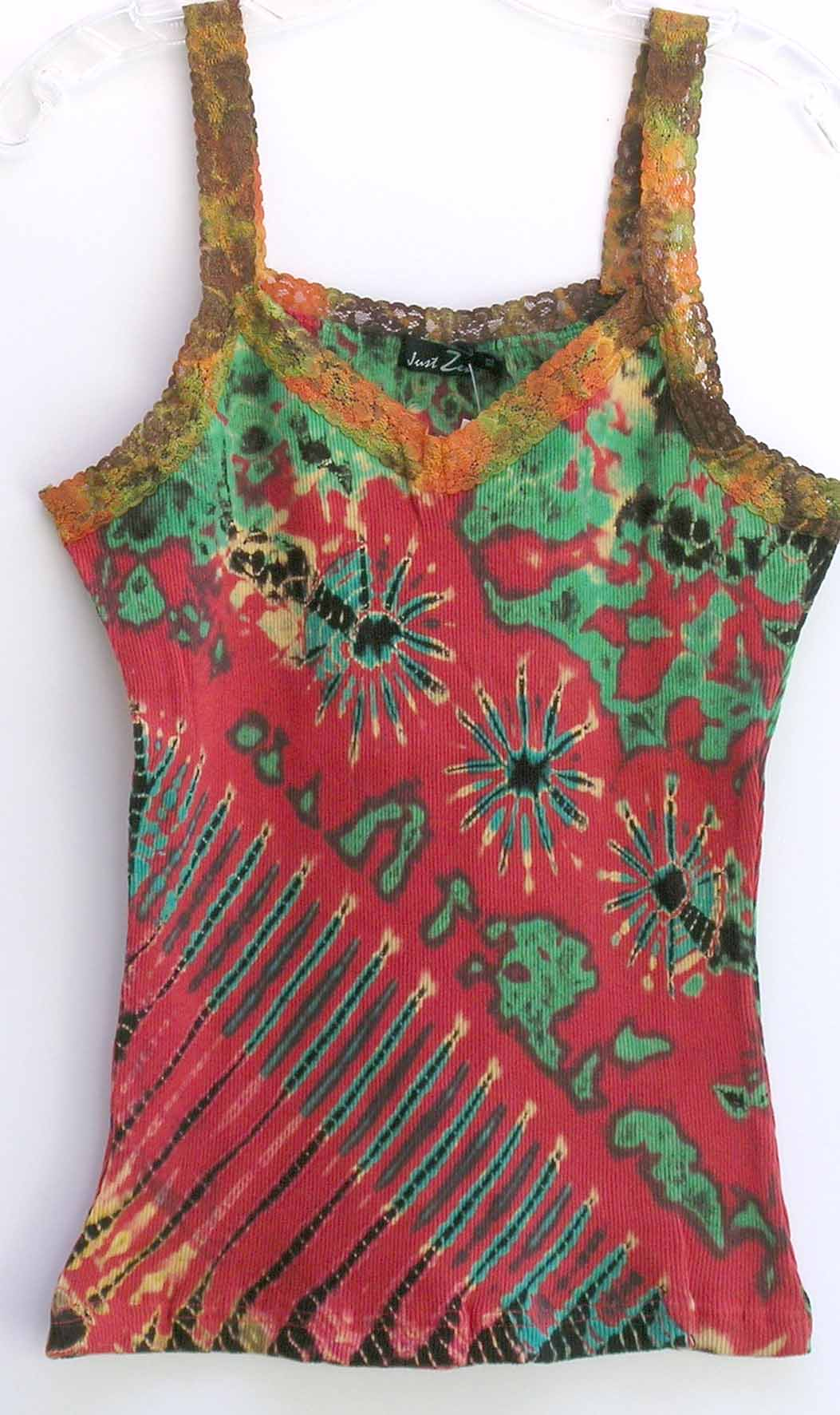
色柄物のキャミソール